# Seymour Duncan
La Seymour Duncan è una ditta statunitense famosa principalmente per la produzione di pick-up per chitarra elettrica, ed attualmente presenta anche una linea di effetti a pedale. L'azienda è stata fondata nel 1978 a Goleta in California dal chitarrista e liutaio Seymour W. Duncan. È molto probabilmente la ditta più famosa al mondo nel suo campo, assieme alla concorrente DiMarzio.

## Pick-up
Per lo più specializzata nella produzione di Pick-up di tipo Humbucker. Importante la collaborazione con alcuni artisti del settore, la quale ha portato alla produzione di nuove linee di pick-up, alcun esclusivi altri in commercio, come il "Duncan Slash".

### Altri modelli
La Seymour Duncan offre anche una gamma di pick-up per basso elettrico e per chitarra acustica, ed una serie di modelli Antiquity, che vogliono replicare quanto più accuratamente possibile il design e le sonorità dei vecchi pick-up i cui magneti sono rimasti attivi da una cinquantina d'anni.
La serie Duncan Designed è invece nata per fornire pick-up che verranno montati di serie su chitarre di fascia media in quanto a qualità.

## Effetti a pedale
La serie SFX di effetti a pedale della Seymour Duncan comprende i modelli:
- SFX-01 Pickup Booster
- SFX-02 Tweak Fuzz
- SFX-03 Twin Tube Classic
- SFX-05 Lavabox
- SFX-06 Paranormal
- SFX-07 Shape Shifter

## Artisti
Tra i molti musicisti che usano o hanno usato prodotti Seymour Duncan troviamo:
- John Frusciante dei Red Hot Chili Peppers
- Ritchie Blackmore dei Deep Purple
- David Gilmour dei Pink Floyd
- Eddie Van Halen dei Van Halen
- Janick Gers degli Iron Maiden
- Vivian Campbell dei Def Leppard
- Willie Adler dei Lamb of God
- Kurt Cobain dei Nirvana
- Billie Joe Armstrong dei Green Day
- Carlos Santana dei Santana
- Mick Box degli Uriah Heep
- Dave Sabo degli Skid Row
- Keri Kelly degli Alice Cooper
- Eric Melvin dei NoFX
- Robert Smith dei The Cure
- Jeff Beck
- Michael Burks
- Mick Thomson degli Slipknot
- Randy Rhoads, storico chitarrista di Ozzy Osbourne
- Gus G., attuale chitarrista di Ozzy Osbourne
- Dimebag Darrell dei Pantera (ha realizzato il suo modello firmato "Dimebucker")
- Phil Campbell dei Motörhead
- Steve Harris degli Iron Maiden
- Greg Hetson dei Bad Religion
- Alexi Laiho dei Children of Bodom
- George Lynch dei Lynch Mob
- Rickey Medlocke dei Lynyrd Skynyrd
- Gary Holt degli Exodus
- Marty Friedman dei Megadeth
- Dave Mustaine dei Megadeth
- Gary Rossington dei Lynyrd Skynyrd
- Paul Stanley dei Kiss
- Dave Murray degli Iron Maiden
- Scott Ian degli Anthrax
- Mark Tremonti degli Alter Bridge
- Yngwie J. Malmsteen degli Yngwie J. Malsteen's Rising Force
- Slash dei Guns N' Roses
- Stef Burns
- Synyster Gates degli Avenged Sevenfold
- Zacky Vengeance degli Avenged Sevenfold
- Emppu Vuorinen dei Nightwish
- Tom DeLonge dei Blink-182
- Il Max dei The Black Sheep
- Mark Hoppus dei Blink-182
- John Norum degli Europe
- Thurston Moore dei Sonic Youth
- James Hetfield dei Metallica
- Silenoz dei Dimmu Borgir
- Jared James Nichols